# Antiga Mesquita de Komotini
L'Antiga Mesquita de Komotini (en turc: Eski Camii; en grec: Εσκί Τζαμί) és un monument otomà de Komotini, a Grècia, que data, segons Evliya Çelebi, del període entre el 1608 i el 1609, o segons una inscripció trobada, del període entre el 1677 i el 1678. Al bell mig de Komotini, la mesquita es troba a prop de l'Imaret de Komotini.
Segons un treball de les oficines dels muftís de Xanthi, Komotini i Demòtica, aquesta mesquita, tot i que es diga "antiga", és en realitat més nova que la "mesquita nova", segons el testimoniatge d'Evliya Çelebi. És més probable, però, que es tracte de la primera mesquita construïda a Komotini cap als 1375-1385, en forma de mesquita, per Gazi Evrenos, com a part d'un gran conjunt d'edificis religiosos, que va incorporar als territoris del seu waqf personal. Aquest conjunt inclou l'imaret veí, un hammam, i unes botigues que els envolten. A més, segons el cens otomà del 1892 d'Edirne, en l'emplaçament de la mesquita apareix una inscripció en una llengua no otomana, i això suggereix que en el lloc de la mesquita original construïda per Evrenos hi havia una església bizantina. Les primeres obres de renovació de la mesquita es feren al 1854. La part del segle xvi, àmpliament remodelada el 1854, és un quadrat de 13,08 m de costat.
Segons els treballs de les oficines del muftí, en la dècada dels 1910 els búlgars convertiren la mesquita en una església, i en destruïren part del minaret fins al balcó. A començament de la dècada dels 1920, l'administració provisional francesa de Komotini retornà la mesquita a la població musulmana i en reconstruí el minaret danyat i els dos balcons, que ara són visibles. El 2011, es va completar la renovació externa de la mesquita.